# Boykins
Boykins és una població dels Estats Units a l'estat de Virgínia. Segons el cens del 2000 tenia 620 habitants.

## Demografia
Segons el cens del 2000, Boykins tenia 620 habitants, 255 habitatges, i 180 famílies. La densitat de població era de 352 habitants per km².
Dels 255 habitatges en un 23,5% hi vivien nens de menys de 18 anys, en un 54,9% hi vivien parelles casades, en un 12,9% dones solteres, i en un 29,4% no eren unitats familiars. En el 27,8% dels habitatges hi vivien persones soles el 18% de les quals corresponia a persones de 65 anys o més que vivien soles. El nombre mitjà de persones vivint en cada habitatge era de 2,43 i el nombre mitjà de persones que vivien en cada família era de 2,96.
Per edats la població es repartia de la següent manera: un 22,4% tenia menys de 18 anys, un 5,6% entre 18 i 24, un 24,4% entre 25 i 44, un 25,3% de 45 a 60 i un 22,3% 65 anys o més.
L'edat mediana era de 43 anys. Per cada 100 dones de 18 o més anys hi havia 78,1 homes.
La renda mediana per habitatge era de 31.406 $ i la renda mediana per família de 40.000 $. Els homes tenien una renda mediana de 29.821 $ mentre que les dones 20.625 $. La renda per capita de la població era de 16.148 $. Entorn del 8,4% de les famílies i el 15,2% de la població estaven per davall del llindar de pobresa.

## Poblacions més properes
El següent diagrama mostra les poblacions més properes.